# Реклама в космосе
Рекла́ма в ко́смосе — рекламирование различных продуктов, производимых на Земле, в космическом пространстве, осуществляемое при помощи различных технических средств, чаще всего — спутников.

## История
Идея размещения рекламных предложений была предложена американским стартапом Space Marketing Inc. в начале 1990-х, но не была реализована. 
Реклама на борту КА:
- Компания Pepsi отправила в рекламных целях товар на борту космического «Шаттла» в 1985 году.
- Реклама в виде логотипа японской телекомпании Tokyo Broadcasting System (TBS) появлялась на корпусе советского космического корабля в 1990 году.
- В 1996 году Coca-Cola и Pepsi вновь рекламировали продукцию, отправляя её в космос на космическом корабле.
- В августе 1997 года молоко Tnuva Milk израильской компании Tnuva стало первым продуктом, рекламирующим компанию в космосе (факт был занесён в Книгу рекордов Гиннеса). Пузырёк молока выпил космонавт Василий Циблиев на космической станции «Мир». Рекламный ролик был заснят и показан на видео.
- Юрий Усачёв в 2001 году получил в подарок продукт американской компании RadioShack Corp.
- Pizza Hut отправила пиццу на Международную космическую станцию в 2001 году.
- Рекламный ролик из фильма космонавта Сергея Крикалёва использовала 2005 году японская компания Nissin «Cup Noodle No Border».
- В 2006 году реклама чипсов транслировалась в космос[2].
- В 2014 году логотип Pizza Hut был размещён на борту российской ракеты «Протон».

- В стратосферу свою продукцию отправляли[как?] Toshiba, Innovation Labs, KFC и другие компании[3].

## Планы
В 2016 году российский предприниматель Антон Оссовский запустил стартап «Avant Space» по размещению космической рекламы. Предполагается, что реклама будет транслироваться с помощью системы лазеров на ИСЗ, которые будут проецировать изображение на ночное небо. В 2019 году был готов прототип спутника на основе платформы CubeSat 16U; пилотный запуск спутника «Гагаринец» произведён в 2024 году. Avant Space в ближайшие годы намеревается вывести на орбиту Земли на высоте около 600—800 км спутники (система «Созвездие»), с помощью которых будут показываться эмблемы различных брендов, включающаяся при пролёте над крупными городами и агломерациями планеты с населением более 10 миллионов человек.

## Юридический аспект
Согласно международным договорам, в космосе разрешена любая коммерческая деятельность, не наносящая вред людям, а также не связанная с оружием и возможностью ведения военных действий.

## Критика
Комитет ООН по использованию космического пространства в мирных целях в докладе 2001 года назвал идею о космической рекламе «разрушительным предложением», которое помешает «большинству астрономических наблюдений». Учёные всего мира отмечают, что земную атмосферу пересекает «около 10 000 объектов космического мусора в день», поэтому космический мусор и так представляет собой достаточно серьёзную проблему.